# Psychoda ochra
Psychoda ochra és una espècie d'insecte dípter pertanyent a la família dels psicòdids.

## Descripció
- El tub respiratori de la pupa és molt llarg, prim i arrugat.
- Les antenes presenten 15 segments (els núms. 13 i 14 estan sòlidament fusionats).
- L'espermateca de la femella és gran.[5][6][7]

## Distribució geogràfica
Es troba a Borneo, les illes Filipines (Negros i Mindanao), la Micronèsia, Fiji, Nova Guinea i Samoa.